# Illegale visserij

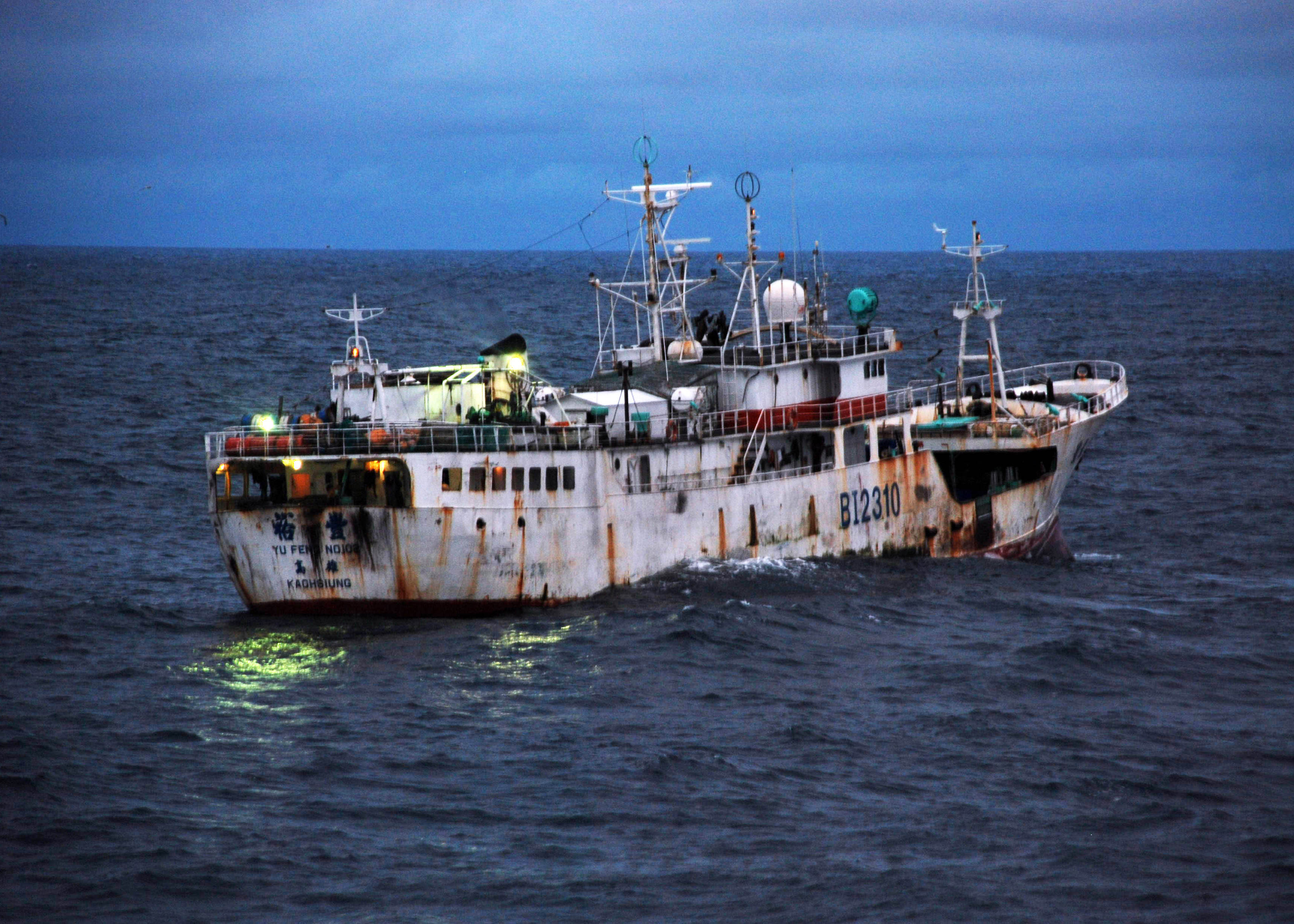
Een schip onder Taiwanese vlag, verdacht van illegale visvangst, voor de kust van Sierra Leone (2009).

Illegale visserij (Engels: IUU, Illegal, Unreported and Unregulated [fishing]) is een collectieve benaming voor alle vormen van ongeoorloofde visserij. Dat is dus visvangst die, volgens de definitie van de FAO, niet wordt uitgevoerd, aangegeven en geregistreerd volgens de geldende nationale wetgeving en internationale reglementering, of die, ingeval zulke reglementering niet bestaat, gebeurt in strijd met de plicht van staten om op een verantwoorde wijze om te gaan met visgronden en -bestanden, officieel “levende mariene hulpbronnen” genoemd. Het kan dus gaan om: 
- illegale visserij: alle visvangst of oogst die niet is geoorloofd door ofwel de kuststaat aan wie de visgronden toebehoren, ofwel internationale regulering
- ongemelde of niet-aangegeven visserij: visvangst die niet, verkeerd of onderschat is gerapporteerd aan de bevoegde instanties
- niet-gereglementeerde visserij: visserij door vaartuigen zonder nationaliteit, vaartuigen die de vlag voeren van een land dat geen partij is bij het internationaal visserij-overleg (RFMO), of het oogsten in niet-gereglementeerde gebieden.

## Geografie
Illegale visvangst of oogst komt in verschillende geografische zones voor: 
- op zee, in de Internationale wateren, of binnen een exclusieve economische zone, die mogelijk ruimer is dan de territoriale wateren
- aan de kusten zelf, onder meer door het vangen van zeevruchten, wat in sommige landen verboden is[3]
- op binnenwater: beken, rivieren en binnenmeren, al gelden voor sportvissen afzonderlijke vergunningen
- op grote, internationale meren zoals het Victoriameer.[4]

## Modus operandi
Illegale vissers houden zich niet aan de (inter)nationaal afgesproken normen inzake visgronden, vangstseizoenen, netten, vissoorten en -quota, bijvangst, officiële aanlegplaatsen, arbeidsvoorwaarden, enzovoort. Dat geeft hen een unfair concurrentievoordeel, en brengt visgronden en -bestanden in gevaar. 
Bovendien gebruiken deze vissers, om hun illegale activiteiten te verbergen, een arsenaal aan wettelijke en onwettelijke praktijken, onder meer: 
- illegale vaartuigen registreren onder de goedkope vlag van een land waarvan weinig controle te vrezen valt
- illegale vaartuigen vaak van naam wisselen, soms onder verschillende namen tegelijk ingeschreven; op die manier kan zelfs op volle zee in korte tijd van “identiteit” veranderd worden
- illegale vaartuigen schakelen regelmatig hun transponder uit, waardoor lokalisatie bemoeilijkt wordt
- illegale vaartuigen hoeven niet aan te meren in officiële havens, en kunnen dus hun vangst op moeilijk te controleren plekken afzetten[5]
- legale vissers die illegale technieken gebruiken: zo brengen sommige vissers op de Noordzee binnen hun toegestane netten een tweede, fijnmaziger net aan waarmee illegaal kleinere soorten worden gevangen[6]
- goed georganiseerde criminelen opereren met meerdere schepen, die op volle zee ladingen uitwisselen, of toeleveren aan een verwerkingsschip (zoals de walvisfabrieksschepen), dat zelf bij controle buiten schot blijft, bijvoorbeeld in internationale wateren
- door corruptie van havenmeesters, douane of politie kan illegaal gevangen oogst terechtkomen op een lucratieve zwarte markt, zeker als het gaat om bedreigde soorten. Maar ook opname in het legale circuit is dan mogelijk, waardoor verdere opsporing uitgesloten is[4]
- wanneer illegale vispraktijken hand in hand gaan met andere misdrijven, ontstaan misdaadorganisaties met vertakkingen naar stroperij,[4] drugshandel of andere vormen van zware criminaliteit.[7][8]  In bepaalde gevallen kan zelfs de link gelegd worden naar nationale veiligheid en terreurnetwerken.[9][10]

## Economische impact
Illegale vissers genieten van een oneerlijk concurrentievoordeel. Het benadeelde land loopt belastingen en andere inkomsten mis, en de bevolking mist de producten en werkgelegenheid, verbonden aan legale visvangst. 
Cijfergegevens lopen sterk uiteen, omdat telling en controle te kort schieten. Enkele schattingen van de jaarlijkjse omvang van de tonnage en waarde van de illegale visserij:
- 11-26 miljoen ton (vergelijk met totale legale productie EU-vloot: 4,8 miljoen ton), ofwel 15-20% van de wereldwijde vangsten, voor een waarde van 10-23,5 miljard dollar (2003)[11][12][13]

De economische impact is het grootst in de ontwikkelingslanden, en vooral dan Afrika. Op de Afrikaanse oostkust, bij Mozambique, maar vooral op de westkust, van Marokko tot Angola, is grootscheepse illegale visvangst een plaag. De schepen zijn afkomstig uit China en Taiwan, Rusland, maar ook Europa.

## Milieu-effecten
Door de illegale visvangst worden verschillende vissoorten met uitsterven bedreigd. Dat is bijvoorbeeld het geval met de Californische bruinvis, en de totoaba (vanwege de zwemblaas).  
Ook andere diersoorten hebben te lijden onder visvangst, en nog sterker onder de illegale visvangst. Zo is de langelijnvisserij berucht om het aantal ongewilde slachtoffers onder zeevogels, zeeschildpadden en zeezoogdieren. 
Daarnaast leiden de illegale vismethodes niet zelden tot onherstelbare schade aan vishabitats, en met name de zeebodem. Ook de omstreden boomkorvisserij grijpt negatief in op het mariene Noordzeemilieu.

## Mensenrechten
Aangezien effectieve controle aan boord van illegale vaartuigen onbestaande is, zijn schendingen van arbeidsvoorwaarden en zelfs mensenrechten schering en inslag. In 2017 en 2018 kwamen vooral de Thaise en Indonesische visserij in slecht daglicht te staan.

## Organisaties voor visserijbeheer

### Verenigde Naties
De Voedsel- en Landbouworganisatie van de Verenigde Naties (FAO) coördineert wereldwijd de aanpak van de illegale visserij, die in de praktijk wordt uitgevoerd door de regionale instanties.

### Regionale organisaties voor visserijbeheer (RFMO’s)
Een groot aantal landen hebben zich verenigd in een of meer regionale organisaties voor visserijbeheer (RFMO’s) Hiermee wordt gestreefd naar een duurzaam beheer van de visbestanden in een bepaalde regio van de internationale wateren, of van sterk migrerende soorten. Het kan dus gaan om bepaalde vissoorten (bv. de zuidelijke blauwvintonijn), of om welomschreven regio’s (bv. de Zuidelijke Oceaan). Een kritisch overzicht uit 2010 betwijfelde echter het effect van de genomen maatregelen.

### Europese Unie
De Europese Unie trof de volgende maatregelen:
- de EU-verordening tegen illegale visserij is op 1 januari 2010 in werking getreden[22]
- enkel vangsten die als legaal erkend zijn door de vlagstaat of het exporterende land mogen in de EU worden in- of uitgevoerd
- de EU publiceert regelmatig een bijgewerkte zwarte lijst van IUU-schepen en verdachte landen
- EU-vissers die elders in de wereld illegaal vissen, onder welke vlag dan ook, kunnen een forse boete krijgen.

## Bestrijding
In 2012 namen Noorwegen en de Verenigde Staten het initiatief om een comité in te stellen ter bestrijding van illegale visserij, en voerde Interpol zijn eerste geheime operatie tegen stropers van vis.

### Zwarte lijsten
Schepen die betrapt worden op illegale visserij, komen met hun IMO-nummer terecht op zwarte lijsten. Deze worden opgemaakt door onder meer de regionale organisaties voor visserijbeheer, en door de Europese Unie. 

### Milieu-organisaties
De militante milieubeweging Sea Shepherd strijdt al jaren tegen illegale visvangst, eerst de Japanse walvisvaart, en nadien in onder meer de spraakmakende achtervolging van de illegale vissersboot Thunder. Ook Greenpeace en WWF voeren campagnes tegen illegale visvangst.  

### Duurzame consumptie
De Marine Stewardship Council (MSC) geeft een erkenningslabel aan duurzaam gevangen vissoorten. Consumenten kunnen deze herkennen aan het blauwe MSC-keurmerk. 

### NGO’s
- oceana.org
- stopillegalfishing.com (vooral Afrika)
- iuuwatch.eu
- seaaroundus.org